# لکسینگتن (نبراسکا)
لکسینگتن(به انگلیسی: Lexington) شهری در ایالت نبراسکا کشور ایالات متحده آمریکا است که جمعیت آن در سرشماری سال ۲۰۱۰ میلادی، ۱۰٬۲۳۰ نفر بوده‌است.